# Amérindien (catégorisation ethnique)
Cet article concerne le fait de catégoriser des personnes ou des groupes comme « Amérindiens ». Pour ces groupes eux-mêmes, voir Autochtones d'Amérique.
Amérindien, un synonyme d'Indien d'Amérique, est le nom colonial donné par erreur aux personnes ayant habité l'Amérique avant la colonisation européenne ou aux personnes descendantes des premiers peuples des Amériques. L'identification des Amérindiens varie considérablement selon les époques, les lieux, les locuteurs. Les critères permettant de déterminer qui est « amérindien » sont jugés par plusieurs sociologues comme incertains, changeants et difficiles à définir, et le mot lui-même, très utilisé en français, pose des problèmes lexicographiques liés à l'inclusion ou l'exclusion de certains peuples arctiques (dont les Inuits, les Yupiks et les Aléoutes) et, souvent, à sa connotation.
Les personnes ainsi catégorisées préfèrent généralement employer pour s'autodésigner le nom spécifique de leur groupe d'appartenance ; elles se qualifient de plus en plus par le terme « autochtone », associé à des revendications juridiques, dans un contexte de lutte pour la reconnaissance de leurs droits qui a commencé dans les années 1970. Les institutions internationales comme l'ONU ont consacré depuis la Déclaration de Vienne en 1993 l'expression « peuples autochtones » (en anglais « indigenous peoples », en espagnol « pueblos indígenas »), qui suppose une auto-identification, et a des implications politiques. L'anthropologie qui s'est longtemps vouée à l'étude des ethnies a accompagné ces évolutions en accordant de plus en plus d'attention aux différentes formes de domination subies par les autochtones, et aux moyens de mobiliser les énergies dans le but de créer un rapport de forces plus favorable à ces peuples.

## Aspects lexicographiques

### «Indien»
« Indien » préserve de manière littérale une erreur d'identification commise par des colonisateurs espagnols de la fin du XVe siècle, qui croyaient avoir atteint l'Inde. C'est la raison pour laquelle il peut être perçu au XXIe siècle comme ethnocentrique. Le mot a pris, dans certains contextes, une connotation offensante ou négative, voire péjorative :
- selon L'Encyclopédie canadienne, « le terme « Indien » est désormais considéré comme obsolète et offensant ; toutefois, on y a historiquement eu recours pour désigner les peuples autochtones en Amérique du Sud, centrale et du Nord. Au Canada, ce terme est la plupart du temps utilisé pour faire référence à des identités définies par la loi[3] ». « Les membres des Premières Nations sont souvent désignés par d’autres noms tels qu’Indiens ou Amérindiens. Ces appellations peuvent être problématiques, car certaines ont une connotation négative et d’autres (Indien en particulier) ont un sens juridique particulier au Canada[4]. » ;
- en anglais américain, « Indian » est associé selon The American Heritage Dictionary of the English Language (en)[a] à des stéréotypes stigmatisants comme la sauvagerie, la cruauté (« wild Indians »)[réf. souhaitée] ;
- en Amérique latine, « Indio » peut être utilisé comme un terme injurieux. Le journaliste et écrivain Christian Rudel, « spécialiste de l’Amérique latine[5] », note dans l'introduction de son ouvrage Réveils amérindiens. du Mexique à la Patagonie (2009) : « Le terme « indien » fut appliqué indifféremment aux habitants des Grandes Plaines des actuels États-Unis et à ceux des forêts tropicales amazoniennes, en passant par ceux des hauts plateaux mexicains et andins. Les intéressés se sont rebellés contre cette habitude, d'autant plus que « indio » — indien, en espagnol — était rapidement devenu un terme péjoratif, et même une insulte, et ils ont revendiqué leurs anciennes dénominations, et ont en partie obtenu gain de cause[6] » [7].

C'est la raison pour laquelle certains mouvements qui veulent réhabiliter les cultures autochtones en Amérique se disent « indiens », manière de retourner le stigmate, et d'assumer fièrement une identité méprisée.
Jack D. Forbes (en) relève que le problème est désormais compliqué par l'existence aux États-Unis d'une importante population originaire d'Inde dont les membres, qui utilisent la même combinaison des termes Indian et American — se dénommant « Indian », « Indo-American » et « Indian American » (dans la tradition des « Italian American » ou « German American », etc.) —, peuvent revendiquer le statut de « vraie » communauté indienne. Il note, par ailleurs : « Les Indigenous American essaient depuis longtemps de trouver de meilleurs noms pour eux-mêmes, comme lorsque les personnes qui utilisent le peyotl dans les cérémonies religieuses se sont constituées en Native American church (en) au début de ce siècle. Plus récemment, des termes tels que « aboriginal », « indigenous » et « native » sont de plus en plus utilisés, ainsi que des noms nouveaux et quelque peu encombrants tels que « First Nations people » et « sovereign American nation people ». […] De nombreux autochtones d'Amérique du Sud sont également « Abya Yala », un nom cuna pour l'Amérique ».

### «Amérindien»
« Amérindien » dérive de l'anglais américain Amerindian, qui était à l'origine la forme adjectivale du substantif Amerind, contraction de American Indian forgée par des anthropologues américains à la fin du XIXe siècle et renvoyant de manière générique à tout membre des peuples autochtones d'Amérique, Inuits inclus,,.
Le terme Amerind est proposé au congrès de la société anthropologique de Washington en 1899 pour désigner ce qu'un compte-rendu américain d'époque appelle les « aborigènes américains » et un compte-rendu français, tantôt les « anciennes populations américaines » et tantôt les « tribus américaines indigènes ». Les tenants de cette proposition estiment que le terme Américain « ne signifie rien », que le terme Indien « ne fait que perpétuer l'erreur et la confusion » et que les expressions Sauvages d'Amérique et Peaux-Rouges ne sont pas « satisfaisantes ». Ils jugent en particulier ces dernières comme connotées et non adaptées à une utilisation « strictement dénotative »,. Ce néologisme suscite toutefois une controverse au Congrès des Américanistes à New York en 1902,, l'anthropologue Franz Boas le qualifiant notamment de « monstre »,.
Les mots anglais Amerind et Amerindian ne se sont guère imposés dans l'usage. En français, « Amérindien » entre dans les dictionnaires dans les années 1960 (Robert, Larousse, etc.), il y est donné comme synonyme d'« Indien d'Amérique » ; cette relation d'équivalence explique le fait que « Amérindien » en français a un sens étroit qui exclut les Inuits : en effet, selon la Base de données lexicographiques panfrancophone, « Indiens » ne renvoie jamais aux Inuits, peuple issu d'un mouvement migratoire distinct et plus récent. La situation est identique au Québec même si, à la suite de l'anthropologue Jacques Rousseau, dans les années 1950-1960, le terme est employé au sens large (comprenant les Inuits). « Amérindien » tendant à l'emporter sur « Indien » dans l'usage, il se trouve encore aujourd'hui dans les dictionnaires sans mention de rareté ni de désuétude, et généralement sans mention d'un caractère péjoratif.
Des remaniements terminologiques importants sont intervenus au Canada ces dernières décennies, affectant les désignations des peuples premiers. « Amérindien » se substitue à « Indien » mais à son tour, il est parfois mal perçu et tend à être écarté dans les années 2010. La Base de données lexicographiques panfrancophone et la Banque de données terminologiques et linguistiques du gouvernement du Canada le présentent comme « vieilli » au Canada,. Au sens étroit, qui exclut les Inuits et les Métis, « Amérindien » tend à être remplacé depuis les années 1980 par « Premières Nations », sauf dans un contexte administratif, où « Indiens » a un sens technique bien précis. « Amérindiens » au sens large, incluant les Inuits et les Métis, est supplanté par « Autochtones ». Indépendamment des extensions qu'elle peut prendre, la désignation « Amérindiens » est controversée en raison des possibles connotations qui lui sont associées : pour le dictionnaire de l'Université de Sherbrooke, elle est « considérée inexacte, voire péjorative » dans certains contextes ; le terme est retiré de certains manuels scolaires à la suite d'une décision gouvernementale en 2018. Cette dernière mesure s'inspire des recommandations de la Commission de vérité et réconciliation du Canada, créée en 2008 dans le but de faire la lumière sur les torts subis par les Autochtones du Canada, et de sensibiliser l'opinion à ce sujet. La Banque de dépannage linguistique du Québec inscrit l'abandon progressif de « Amérindien » dans une évolution générale de la terminologie relative aux Autochtones du Canada : « de nos jours, certaines appellations anciennes ou jugées péjoratives sont devenues moins fréquentes dans l’usage, étant parfois remplacées par des appellations issues de langues autochtones. On a ainsi vu, depuis les années 1970, le nom Esquimaux être progressivement remplacé par Inuits. Plus récemment, on a vu Premières Nations se substituer à Amérindiens, qui avait lui-même remplacé Indiens dans l’usage. C’est également dans cet esprit qu’on a vu s’implanter Innu, en remplacement de Montagnais, et Wendat ou Huron-Wendat, préférés à Huron. »

#### Controverse canadienne sur la refonte des manuels d'histoire
Dans le contexte de la refonte des manuels d'histoire canadiens, le Conseil en éducation des Premières Nations (CÉPN) argue dans un mémoire publié en 2016 que 

« Le vocabulaire associé aux Premières Nations et aux Autochtones a beaucoup évolué  depuis les cent dernières années. De Sauvages à Premières Nations, en passant par Indiens et Amérindiens, les termes qui ont été  utilisés pour décrire les premiers peuples du Canada sont nombreux. Dans la documentation fournie par le ministère sur le nouveau programme, on utilise le terme Amérindien. Ce terme, bien qu’il soit moins péjoratif que Sauvage et plus précis qu’Indien, n'en demeure pas moins problématique et non actuel. Il est important de se rappeler que ce terme provient de la contraction de deux mots, Amérique et Indien, ce qui fait Amérindien […] Lorsque l’on  doit  parler  des  premiers  habitants de l’Amérique, plusieurs problèmes d’appellation surviennent. De Sauvages à Autochtones en passant par Indigènes, plusieurs termes ont été utilisés au cours de l’Histoire. Au CÉPN, nous recommandons d’utiliser le terme Premières Nations lorsque l’on parle des nations amérindiennes de l’Amérique du Nord. À notre avis, il s’agit du terme le plus adéquat et le plus  représentatif;  c’est  d’ailleurs le  terme  utilisé par plusieurs organisations (CÉPN, APNQL, etc.) Autochtone peut également être utilisé dans un sens plus large qui inclut les métis, les Inuit et autres groupes se qualifiant d’Autochtones. »

 Dans un second mémoire sur le même sujet, le CEPN ajoute : « Nous recommandons de ne pas seulement utiliser le terme « Autochtone », car, selon nous, ce terme possède un sens trop large et est souvent imprécis. Par exemple, lorsqu’il est question des personnes qui ont été touchées par la Loi sur les Indiens, il s’agit des Premières Nations et non des Autochtones. Les réserves étaient habitées par les Premières Nations et non par des Autochtones. »
Ce point de vue est exprimé le 11 septembre 2016 lors d'une réunion avec les représentants du Ministère de l'éducation chargés de la refonte des manuels scolaires, « sans cependant convaincre les responsables qui font valoir l’argument de l’usage très répandu dans le domaine scientifique, du terme « amérindien » ». Dans plusieurs courriels internes au ministère du 14 novembre 2016, une responsable fait état de l'arbitrage du ministre : « [Il] a été convenu d'utiliser le terme Première Nation en remplacement d'Amérindien dans le programme d'histoire du 3ième et 4ième secondaire. Cet enlignement fait suite à la décision du Ministre de donner suite aux recommandations de la commission vérité-réconciliation, et de faire du programme d'histoire le premier jalon vers cette prise de position. » Elle note toutefois qu'il y a lieu de « mentionner que l'emploi de l'expression Premières nations pourrait soulever une vive critique de certains historiens. En effet, l'emploi de ce terme avant les années 1970 pourrait être perçu comme une entorse à l'histoire et certains pourrait même affirmer que cette modification s'apparente au fait de parler de « Québécois » avant le 20e siècle. »Toutefois, les demandes du CEPN sur ces aspects terminologiques sont entérinés dans le compte-rendu d'une réunion de travail avec le Ministère en date du 2 février 2017 dont le compte-rendu fait référence aux recommandations de la Commission de vérité et de réconciliation et précise : 

« L'utilisation des termes « Premières Nations » et « Autochtones » est privilégiée dans l'ensemble du programme provisoire. Les termes « Amérindien » et « Indien » sont utilisés à titre de référence aux noms d'institutions à une époque donnée ou à des expressions consacrées dans l'historiographie. »

L'article consacré à l'affaire par Le Devoir du 19 novembre 2018 rapporte la réaction de l'historien Denys Delâge : « L’effacement du mot « Amérindien » au profit des appellations « Premières Nations » et « Autochtones » a surpris Denys Delâge. « Je ne l’ai pas vu venir. » Paradoxalement, l’ethnonyme honni se voulait « politiquement correct » lorsqu’il a été diffusé par les chercheurs au début des années 1960. « Ce n’est d’aucune manière péjoratif, c’est juste que c’est peu utilisé par les Premières Nations elles-mêmes [...]. Je trouve ça honnêtement un brin sectaire de bannir la désignation amérindienne. Moi, dans tout ce que j’ai écrit, j’ai généralement retenu l’expression ou la désignation « Amérindien» , indique le spécialiste des sociétés autochtones,. » En revanche, une lettre ouverte publiée le 26 novembre 2018 par seize universitaires québécois affirme : « Les mots ont un poids: ils sont nécessairement connotés. Le vocable « Amérindien » n’y échappe pas. C’est un terme désuet, dérivé de l’expression « Indien d’Amériques » qui provient elle-même d’une erreur des premiers voyageurs et colonisateurs européens. Ceux qui sont appelés « Amérindiens » préfèrent se nommer membres des Premières Nations. Et si le terme « Amérindiens » n’est pas péjoratif en soi, il homogénéise l’expérience des multiples nations auquel il devrait référer [...] C’est pourtant simple : ‘Rien sur nous sans nous’ clament des chercheur.se.s autochtones. Il est injuste d’aborder ces histoires sans écouter ou mettre de l’avant les voix des personnes concerné.e.s : c’est la moindre des choses et c’est un premier pas vers une vraie réconciliation,. »

## Exonymie
« Indien d'Amérique » et « Amérindien » sont des exonymes, des noms qui, au début, n'étaient donnés à des populations que par des étrangers. Selon le chercheur en études postcoloniales Michael Yellow Bird de l'université du Manitoba, Indian, American Indian, et Native American  sont de ce fait des « appellations oppressives », des « identités colonisées », « contrefaites ». Les personnes désignées comme amérindiennes se sont considérées historiquement comme appartenant à des peuples divers, non à un groupe ayant une unité ethnique, même si l'expérience de la domination coloniale a établi entre elles des liens de solidarité. Pour Michael Yellow Bird, qui appelle à « décoloniser » le savoir, les Européens ont construit de vastes catégories raciales afin de légitimer leur supériorité et l'exclusion des non-Blancs,,.
De même selon l'historien américain Robert F. Berkhofer (en), auteur de The White Man’s Indian : Images of the American Indian from Columbus to the Present (1978) le concept d’« Indien » forgé par les Européens réunit des personnes extrêmement diverses qui, au moment de la conquête espagnole, ne s'identifiaient pas elles-mêmes comme membres d'un groupe continental.
Dans un article intitulé « Indiens pour qui ? Histoire d'un mot », la linguiste française Sybille de Pury-Toumi estime que c'est leur supériorité militaire qui a donné aux Européens « le droit de nommer le continent et ses habitants indigènes », d'un terme vague qui prétend subsumer les mots disponibles dans les langues autochtones.

## La question des critères d'identification
Tracer une différence entre les Amérindiens et les autres a été au départ une préoccupation politique sur le continent américain : il s'agissait à l'époque coloniale de savoir qui paierait un tribut, ou serait soumis à des travaux forcés,. Par la suite, des anthropologues et des démographes se sont efforcés d'établir cette distinction, avec des objectifs divers. Des institutions politiques, aujourd'hui encore, procèdent en association avec le monde de la recherche à des dénombrements d'Amérindiens, parfois dans le but de déterminer des mesures d'aide éducative ou d'accès à l'emploi, un suivi sanitaire ou des découpages électoraux. Les critères d'identification retenus ont donc des conséquences pratiques considérables, d'où des batailles de chiffres, des accusations de surévaluation ou de sous-estimation. De fait, selon la définition des « Amérindiens » qui est adoptée, la proportion au sein d'une population peut passer du simple au double, ce qui modifie considérablement la vision des relations raciales,,.
Souvent reproduite, la démarcation entre Amérindiens et non-Amérindiens est toutefois variable selon les époques et les lieux et jugée problématique par plusieurs spécialistes. Selon Joane Nagel  : « Les travaux pionniers de Fredrik Barth (1969) montrent que l'ethnicité est situationnelle et variable. De nombreuses études ont suivi qui ont montré que l'ethnicité était plus émergente que primordiale, que les frontières entre les groupes ethniques résultaient davantage de conflits d'intérêts contemporains que d'anciennes animosités, que l'histoire et la culture ethniques étaient régulièrement révisées et même inventées, et que l'essence centrale de l'ethnicité - l’identité ethnique - doit être multiforme, négociable et changeante. »

### Identification par des caractéristiques «raciales»
La distinction entre Amérindiens et non-Amérindiens a été justifiée dans la deuxième moitié du XIXe siècle et jusque vers 1950 en fonction de critères raciaux, qui pouvaient faire appel à une description des phénotypes, des mesures anthropométriques, ou mêler des traits présentés comme biologiques et culturels. L'anthropologie physique ou raciale appliquée aux « Indiens » a été illustrée aux États-Unis notamment par Samuel George Morton (1799-1851) , auteur de Crania Americana (1839), et dont la vaste collection de crânes d'aborigènes est demeurée célèbre. En France, Henri Victor Vallois (1889-1981) propose une description des races humaines où figure une « race amérindienne », dans un ouvrage publié en 1945 et souvent réédité, dont le succès « illustre l'importance de l'anthropologie raciale en France » selon l'historienne Carole Reynaud-Paligot (1966-). La part plus grande accordée à la culture dans la définition de l'Amérindien conduit à passer d'une distinction raciale à une distinction ethnique.

### Identification par des traits culturels
Les Amérindiens ont été définis en fonction de traits culturels comme les coutumes, les vêtements, etc., dans le cadre de l'anthropologie culturelle. Certains résultats de cette discipline sont contestés cependant du fait que traditionnellement les anthropologues ont privilégié l'étude des « Indiens » qui leur paraissaient les plus authentiques, construisant ainsi une image de l'Amérindien type dans une large mesure factice, épurée des éléments de modernité susceptibles de la brouiller,. L'espoir fondamental de l'anthropologie culturelle a longtemps été, en effet, de retrouver dans les usages des Amérindiens contemporains des traces de la culture précolombienne. Cette « orientation archéologique » de l'anthropologie l'a conduite à négliger les métissages, la complexité des évolutions historiques ; elle a été favorisée notamment au Mexique par le mouvement [artistique] révolutionnaire indigéniste.
L'anthropologie a dû prendre acte des phénomènes d'acculturation rendus évidents par exemple par le fait qu'un grand nombre d'Amérindiens ayant adopté la religion catholique ne correspond guère au stéréotype de l'Indien polythéiste ou soumis à une royauté sacrée. Toutefois, selon l'ethnologue et anthropologue britannique Julian Pitt-Rivers, les définitions culturelles qui mesurent les degrés d'acculturation par rapport au passé précolombien donnent elles aussi une image très peu fidèle des Amérindiens : « nombre d'indicateurs culturels du statut indien aujourd'hui, écrit J. Pitt-Rivers, ont en fait une origine espagnole du XVIe siècle, et définissent l'Indien uniquement parce que les Hispaniques ont abandonné leurs coutumes », ; de plus « des éléments de culture qui autrefois identifiaient les Indiens cessent d'être pertinents dès qu'ils ont été adoptés par les Espagnols ou les Ladinos ». Le problème fondamental est que le concept d'acculturation suppose qu'il est possible de définir une culture d'origine et de mesurer des altérations au fil du temps ; or le point de départ purement indien est difficile à saisir, il est « largement spéculatif » selon ce spécialiste. La distinction ethnique entre Amérindiens et non-Amérindiens reposait donc sur des critères arbitrairement constitués.
Une autre critique adressée à la définition de l'Amérindien en fonction de traits culturels est qu'elle isole artificiellement l'« Indien » de la société dans laquelle il vit, et tente de donner une définition dans l'absolu de ce qu'est un Amérindien. Or la définition de l'indianité est changeante en fonction des configurations sociales, elle a un caractère relatif. Les Amérindiens sont définis en réalité par rapport à ceux qui sont réputés ne pas l'être ; la frontière qui sépare ces deux groupes est éminemment instable.
Selon Jean-Pierre Lavaud et Françoise Lestage, « il n’existe pas une « culture de l’Indien » ou une « culture du Métis » qui puisse être isolée et se définir indépendamment de ses contextes locaux ».

### Identification par la langue
La définition des Amérindiens en fonction d'un critère linguistique est privilégiée dans les recensements de certains pays d'Amérique latine. Cependant, le bilinguisme et le multilinguisme étant très répandus, la question se pose de savoir si des personnes qui parlent une langue amérindienne (ou autochtone américaine) et en même temps une ou plusieurs autres langues doivent être incluses dans la catégorie des Amérindiens. L'analyse du recensement bolivien de 1992 peut conduire à estimer que les Amérindiens forment une petite minorité de 11,5 % de la population (proportion des personnes qui parlent uniquement une langue vernaculaire), ou au contraire qu'ils sont majoritaires dans le pays (58,9 % des personnes recensées parlant une langue vernaculaire et une autre langue, comme le castillan).
Le critère linguistique est si déterminant dans certains pays comme le Guatemala qu'il est possible de « changer de race » au cours d'une vie en devenant bilingue : ainsi, écrit Julien Pitt-Rivers, « il n'y a qu'une difficulté limitée pour les Indiens, une fois qu'ils ont appris l'espagnol, à changer d'identité ethnique et à devenir Ladinos ».
Le Mexique a longtemps privilégié dans ses recensements une définition des Amérindiens en fonction de critères linguistiques.
Aux États-Unis, en revanche, la langue n'intervient pour ainsi dire pas dans la définition des Amérindiens. Le métissage s'accompagne d'une diminution de l'usage des langues indiennes ; si dans les réserves cet usage demeure bien ancré, en revanche en 1990, 77% des personnes issues d'unions mixtes d'Amérindiens et de non-Amérindiens ne parlent que l'anglais, y compris dans leur foyer.

### Identification dans un contexte social précis
Dans certains pays, ce sont les relations sociales (non la culture ou le phénotype) qui font l'Amérindien, mais les éléments retenus pour l'identifier sont très variables d'un lieu à l'autre. Lors du recensement de 1950 au Guatemala, il a été décidé, compte tenu de l'échec d'un recensement antérieur fondé sur des critères physiques, de s'en remettre à l'opinion publique locale. En effet, chaque village « savait » qui était indien et qui ne l'était pas, mais dans certains villages, l'Indien est celui qui va pieds nus, par opposition aux personnes portant des sandales, dans d'autres, c'est l'âge auquel les enfants cessent d'être scolarisés qui fait la différence « ethnique », dans d'autres encore c'est le mode d'alimentation. Ainsi à l'exception des Amérindiens qui vivent dans la jungle, l'identification dans les autres situations est inconstante,.
De plus, l'identification de l'Indien peut varier dans un même lieu en fonction de la position de l'observateur dans la hiérarchie sociale : au Pérou, un Espagnol a tendance à voir un métis comme un Indien, tandis que « la même déformation optique » selon les termes de Julian Pitt-Rivers, « se produit en sens inverse à l'autre bout de l'échelle sociale », et qu'une personne parlant exclusivement une langue autochtone voit dans tout locuteur hispanophone un « Blanc », quel que soit son phénotype. De manière générale en Amérique latine, l'apparence physique n'entre pas en ligne de compte pour marquer la frontière entre les Amérindiens et les autres ; des Indiens ont une peau claire et des traits européens sans être considérés pour autant comme « moins indiens »,.
Certains spécialistes ont soutenu que c'est la classe sociale qui en réalité définit les Amérindiens. Ainsi selon l'anthropologue Victor Goldkind « les Indiens sont des paysans pauvres et leurs valeurs et leurs comportements peuvent s'expliquer sans aucun recours à leurs origines mayas, par le fait que ce sont des ruraux alors que les Ladinos sont des citadins ». Julian Pitt-Rivers réfute cependant ce type de généralisation, alléguant le fait que la majorité des Ladinos du Chiapas, par exemple, sont majoritairement des paysans pauvres ; s'il est vrai que souvent le statut ethnique et la classe coïncident, il arrive aussi que des Amérindiens soient propriétaires fonciers et que des villes accueillent une proportion indienne importante. Pour J. Pitt-Rivers il faut considérer, pour déterminer qui est Amérindien, non la classe seulement, mais une définition sociale locale ; en Amérique latine, « l'Indien est celui qui est considéré comme naturellement inférieur. Son statut est fonction de la structure sociale totale qui utilise les différences culturelles entre indien et hispanique pour maintenir la distinction sociale ». Pour Jean-Pierre Lavaud et Françoise Lestage également « on ne peut pas assimiler le groupe des Indiens à une classe ou à une strate sociale. C’est bien dans la relation sociale, ici et maintenant, que la catégorisation prend son sens ».

### Auto-identification
Les Indiens n'étaient pas pris en compte dans les premiers recensements américains, mais une catégorie dédiée est apparue dans le recensement de 1860, seuls étant décomptés jusqu'en 1890 par les agents recenseurs les individus considérés comme assimilés. Depuis 1960, l'auto-identification étant privilégiée, « chacun est invité à se classer dans une catégorie raciale ». Parmi les cinq catégories de classement possibles, on trouve celle d’American Indian ; les autres étant Blancs, Noirs, Asiatiques et Hispaniques. Pour ce qui est des Indiens, l’auto-affiliation aboutit à multiplier leur nombre par près de cinq entre 1960 et 2000 (l’augmentation la plus forte se produisant entre 1970 et 1980). En 2000 toute liberté est laissée de déclarer son identification à plus d’une catégorie. Ces changements dans les formulaires ont entraîné une augmentation du nombre de personnes déclarées Amérindiennes, de 65 % entre 1990 et 2000. À partir du remaniement de l'année 2000, ce sont les Amérindiens qui ont été proportionnellement les plus nombreux à choisir deux races (en comparaison avec les Noirs par exemple, qui n'en ont choisi qu'une à une écrasante majorité).
Ce type de catégorisation, qui peut répondre à une intention de lutte contre les discriminations, mérite  toutefois discussion car « on demande aux recensés de se couler [...] dans des cases préétablies en nombre très limité ». Il s'agirait donc selon Lavaud d'une  autodéfinition d'apparence seulement. Pour Lavaud et Lestage, ce type de catégorisation occulte le phénomène massif du métissage étant donné que la catégorie « Métis » est absente des formulaires, alors que beaucoup de Mexicains se définissent ainsi. Pour Denis Lacorne, « les cinq catégories privilégiées ne sont au fond qu’une reprise à peine voilée des cinq races identifiées au XIXe siècle par les tenants du darwinisme social : les Blancs, les Noirs, les Jaunes, les Bruns, les Rouges ».

### Changement de statut ethnique
En Amérique latine les changements de statut ethnique, soit collectifs, soit individuels, ont été nombreux au cours des siècles. Ainsi, au Mexique, des Indiens sont devenus en grand nombre des Ladinos pendant des périodes historiques identifiables, en particulier à l'époque de l'Indépendance (fin XVIIIe siècle-début XIXe siècle) et au moment de la Révolution mexicaine au début du XXe siècle. Si les ladinisations individuelles représentent les cas les plus fréquents de « changements de race », la transformation inverse est possible. Une figure bien connue au Mexique est celle de Juan Perez Jolote, originaire d'un village maya du Chiapas, qui est devenu ladino pendant vingt ans avant de redevenir un Indien ; sa vie a donné un lieu à un récit biographique traduit en français, Juan Perez Jolote; biografía de un Tzotzil (1952) de l'ethnologue Ricardo Pozas Arciniega (en),.

### Le métissage
La prise en considération du métissage est très variable selon les pays. La catégorie « Métis » est considérée comme une évidence dans des pays d'Amérique latine comme la Bolivie et le Mexique, alors que jusqu'en 1990 les États-Unis ne proposaient même pas la possibilité d'un classement ethnique mixte dans les formulaires de recensement.

### Importance des recensements
Si les critères et nomenclatures des recensements effectués aux États-Unis font l'objet de critiques de la part de sociologues comme Jean-Pierre Lavaud en ce qu'ils imposent aux résidents américains le choix entre telle et telle identité collective, au détriment d'une fluidité dans les identifications, la sociologue Joane Nagel examine, quant à elle, la croissance de la population Native American, entre 1960 et 1990, résultant en grande partie, d'après les chercheurs, d'un ethnic switching — littéralement « changement d'ethnie », que Lavaud et Lestage traduisent, dans leur article « Compter les indiens » (2005), par l'expression « aiguillage ethnique » .
Entre 1960 et 1990, le nombre d'Américains déclarant être de « race » amérindienne dans le recensement américain a plus que triplé (passant de 523 591 à 1 878 285). Joane Nagel attribue cet accroissement à trois facteurs favorisant le renouvellement ethnique (ethnic renewal) individuel :
- la politique fédérale relative aux Indiens ;
- la politique ethnique américaine ;
- l'activisme politique des Indiens d'Amérique, comme le Red Power movement (en).

Ces trois facteurs politiques ont éveillé la conscience ethnique et la fierté des Native Americans, les incitant à revendiquer ou à réclamer leur ascendance. De même, selon Michael Yellow Bird, « la préférence marquée pour « Indien d'Amérique » (ou « Indien ») dans les enquêtes n'est guère surprenante étant donné que pendant plus de cinq cents ans, les colonisateurs européens et euro-américains ont imposé cette étiquette aux peuples autochtones des États-Unis par le biais de politiques fédérales ».
Jean-Pierre Lavaud analyse le cas de la Bolivie où les personnes recensées ont des difficultés à se reconnaître dans les appellations ethniques proposées, parce qu'elles s'identifient à un lieu ou à une catégorie sociale, plutôt qu'à un groupe ethnique.

## Des «Amérindiens» aux «autochtones», un changement de paradigme
Les groupes amérindiens ont été les premiers à se revendiquer comme peuples autochtones ; ils ont été le fer de lance d'une mobilisation qui a gagné progressivement un nombre croissant de peuples,. En 2020, 5 000 peuples, réunissant 476 millions de personnes, sont reconnus comme autochtones par l'Organisation des Nations unies (ONU). La Déclaration des droits des peuples autochtones, adoptée par l'Assemblée générale des Nations unies en 2007, définit les droits des autochtones comme celui de contrôler leurs terres, ou en matière d'éducation, d'emploi, de santé, etc. Ainsi, selon Joëlle Rostowski, les Amérindiens sont à l'origine d'un droit nouveau. Le mouvement a commencé dans les années 1970 ; nord-américain au départ, il s'est diffusé dans tout le continent avant de s'internationaliser dans un intervalle d'une quinzaine d'années.
Les mêmes membres de peuples premiers ont tendance à utiliser selon les contextes les endonymes propres à leur communauté spécifique, et l'expression générique « peuple autochtone ». Toutefois certains membres de ces nations réprouvent leur désignation comme « autochtones », parce qu'elle les identifie de manière trop large, et qu'elle situe leur peuple comme antérieur à la conquête coloniale, donc encore et toujours par rapport aux colonisateurs. Pour d'autres au contraire, cette appellation homogénéisante est un instrument de résistance contre la domination exercée par des pouvoirs étrangers.

### Évolution du contexte social et politique
C'est en réaction à des politiques d'assimilation menées aux États-Unis, le programme d'Indian termination policy, que les Amérindiens de ce pays ont commencé à se mobiliser à l'échelle nationale, invoquant leur droit à l'autodétermination.
En 1974, « pour la première fois de leur histoire, des milliers de représentants indiens se rencontrèrent », écrit l'anthropologue Françoise Morin, dans le cadre d'une réunion des « nations autochtones souveraines » des deux Amériques, à Standing Rock (États-Unis) ; leur objectif est d'obtenir des États le respect des traités signés. Cependant, ce type d'action n'ayant pas porté de fruits, ils décident de changer de stratégie et d'internationaliser leur mouvement,.
En 1975, ils créent le Conseil mondial des peuples indigènes (en), après avoir pris contact avec plus de cinquante personnalités autochtones d'Europe (des Samis), du Pacifique (des Maori et des aborigènes d'Australie) et des deux Amériques (des Inuits et des Amérindiens).
En 1977, se tient à l'ONU une conférence sur « la discrimination contre les populations autochtones des Amériques » à laquelle participent les organisations autochtones ; les représentants amérindiens expriment leur refus d'être catégorisés comme « minorités ethniques » et appellent à la définition d'un nouveau statut.
En 1982, l'ONU crée le Groupe de travail sur les populations autochtones (GTPA) pour remédier à l'absence d'outils juridiques. La mondialisation a favorisé ce processus, en rapprochant des peuples qui ont en partage un passé marqué par la colonisation.
En 2000, les Nations unies créent l'Instance permanente sur les questions autochtones.
Comme le note l'anthropologue Irène Bellier, dans un chapitre intitulé De l’Indien aux peuples autochtones, un changement de paradigme s'opère dans les années 1970 à 2010 auquel ont contribué des scientifiques, des autochtones, des entités internationales, des dirigeants politiques ; il conduit à une remise en question de la notion d'« ethnie », et à une prise en compte accrue des enjeux politiques dans l'approche anthropologique. L'« amérindianité » tend à céder la place progressivement à l'« autochtonie ». Par exemple, « l’heure n’est plus à l’analyse de la « chefferie amérindienne », la recherche porte aujourd’hui sur la gouvernance autochtone, politique comme économique ».

### Évolution du contexte scientifique
Françoise Morin évoque une « révolution conceptuelle » commencée avec les travaux de l’anthropologue norvégien Fredrik Barth (1969) et qui favorise la mobilisation des peuples autochtones : jusqu'aux années 1960 l'anthropologie culturelle étudiait les « ethnies » pour les classer et les comparer entre elles, en les séparant de la société plus large dans laquelle elles prennent place. À partir des années 1970, l'approche barthienne — qui montre, selon Joane Nagel, « que l'ethnicité est situationnelle et variable » — inspire de nouvelles analyses. Françoise Morin précise :

« Il fut en effet le premier à considérer les groupes ethniques non plus comme des groupes isolés, mais comme des formes d’organisation sociale résultant de l’interaction du groupe et de son environnement. Il faut par conséquent s’intéresser aux frontières qui président aux identités qu’un groupe se donne et qui lui sont assignées par ses voisins. Les travaux qui s’inspirent de cette approche « subjectiviste », ou « situationnelle », ou encore « interactionnelle », bref dynamique et flexible, cherchent à comprendre comment et pourquoi ces frontières sont élaborées et maintenues entre groupes, mais aussi comment elles peuvent se déplacer. »

Les anthropologues « instrumentalistes » soulignent le fait que « l’ethnicité peut être manipulée stratégiquement par des minorités autochtones, dominées politiquement et enclavées dans des États-nations pour revendiquer des droits » ; phénomène dynamique, l'ethnicité s'accentue ou s'estompe selon les contextes.

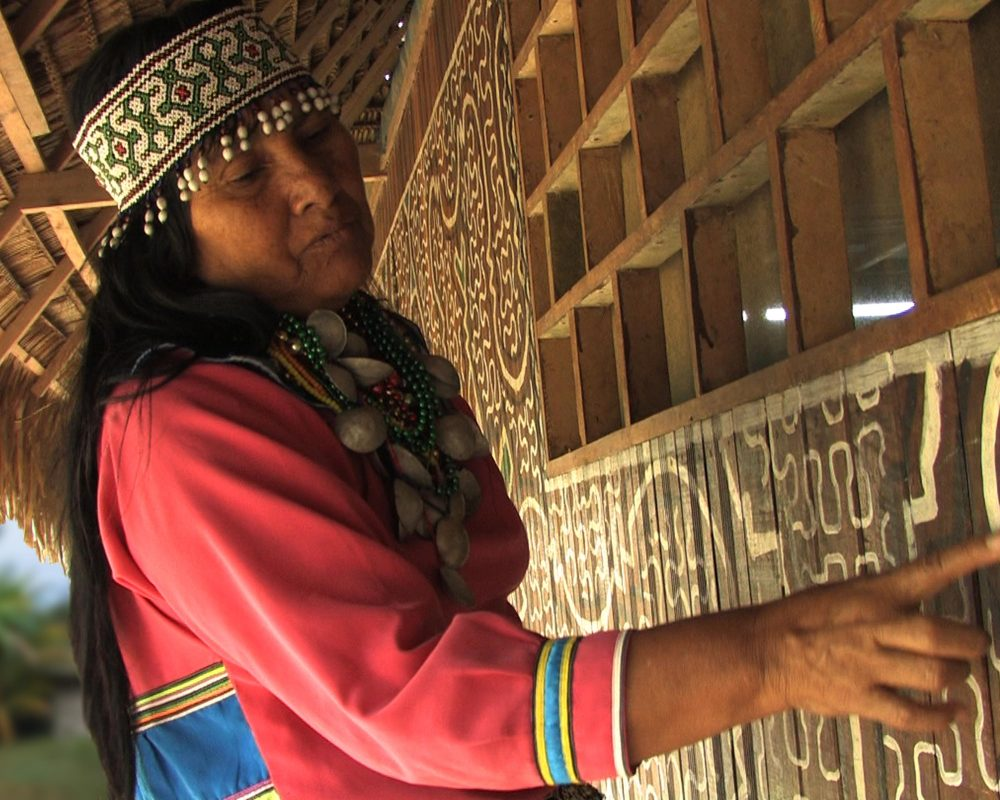
Herlinda Agustín, curendera et artiste de l'ethnie Shipibo-Conibo.

Ainsi par exemple, les peuples autochtones d’Amazonie qui voulaient combattre l'accaparement de leurs terres s'auto-désignent comme groupe ethnique dans leur dialogue avec le pouvoir régional ; c'est le cas des Shipibo-Conibos dans la vallée de l’Ucayali. Dans un deuxième temps, ils fondent avec les groupes ethniques de la forêt péruvienne l'organisation nationale Asociación Interétnica de Desarrollo de la Selva Peruana  (AIDESEP, en français : « association interethnique pour le développement de la jungle péruvienne »), et revendiquent un statut de pueblos nativos (peuples indigènes ou autochtones) pour réclamer le respect de leurs droits dans les négociations avec le pouvoir national à Lima.
Selon Irène Bellier, l'anthropologie française n'est « pas très à l'aise » avec la catégorie de « peuples autochtones », à la différence de l'anthropologie anglo-saxonne qui a pris acte depuis longtemps de l'apparition de la catégorie de l'indigénéité.